# KBO 리그
KBO 리그(영어: KBO League)는 대한민국의 프로 야구 리그이다. 1981년 12월 11일 6개 구단이 한국프로야구창립총회에 참가하여 프로야구 출범을 공표하면서 구체화되었다.

## 역사
1979년 12·12 반란으로 정권을 잡은 전두환 전 대통령은 집권 후 '3S 정책'을 실행했다. 1981년 당시 전두환 대통령은 청와대 수석비서관 회의에서 국민정서, 이야기를 하다가 "프로 스포츠 한번 해봐라"라고 지시를 내렸다. 실무를 담당한 이상주 당시 대통령비서실 교육문화수석 비서관은 대통령의 지시대로 대한야구협회와 대한축구협회에 프로화를 타진하고, 당시 야구 선수인이었던 이호헌과 이용일이 18쪽 분량의 '프로야구창립계획서'를 만들게 되었다. 축구계가 프로화에 막대한 비용이 든다고 보고한 것과 달리 야구계는 "정부 보조 한 푼 없이 프로 야구를 출범시킬 수 있다"라고 어필했고, 이 제안이 당시 집권자들의 구미를 당기게 되었다. 이후 각 지역을 연고지별로 분할하고 창단 기업을 물색하게 되었다.
프로야구에 참여할 기업을 선정할 때는 모기업의 조건은 재무구조가 건실한 상시노동자 3만명 이상의 대기업이었다. 초기 기획단계에서 연고지 배정은 서울은 MBC, 부산은 해태였다. 정치인들은 자신의 혈연, 지연, 학연들을 모조리 동원해 그룹총수들을 설득하기 시작했고 그에 의해 두산그룹이 자사 주류 OB의 이름을 내걸고 충청권에 들어오게 되었다. 그리고 역시 정계인물들과 관계가 돈독했던 해태제과의 박건배 회장이 전라권에 해태를 참여시켰다.

## 참가 구단

### 현재 참가 구단
| 팀명          | 지역 | 홈 경기장             | 제2 홈 경기장  | 창단   | 리그 참가 시작 | 감독              |
| ------------- | ---- | --------------------- | -------------- | ------ | -------------- | ----------------- |
| 롯데 자이언츠 | 부산 | 사직야구장            | 울산문수야구장 | 1975년 | 1982년         | 김태형            |
| KIA 타이거즈  | 광주 | 광주기아챔피언스필드  | 빈칸           | 1982년 | 1982년         | 이범호            |
| 삼성 라이온즈 | 대구 | 대구삼성라이온즈파크  | 포항야구장     | 1982년 | 1982년         | 박진만            |
| LG 트윈스     | 서울 | 서울종합운동장 야구장 | 빈칸           | 1982년 | 1982년         | 염경엽            |
| 두산 베어스   | 서울 | 서울종합운동장 야구장 | 빈칸           | 1982년 | 1982년         | 조성환 (감독대행) |
| 키움 히어로즈 | 서울 | 고척스카이돔          | 빈칸           | 2008년 | 2008년         | 설종진 (감독대행) |
| SSG 랜더스    | 인천 | 인천SSG랜더스필드     | 빈칸           | 2000년 | 2000년         | 이숭용            |
| kt wiz        | 수원 | 수원케이티위즈파크    | 빈칸           | 2013년 | 2015년         | 이강철            |
| 한화 이글스   | 대전 | 대전한화생명볼파크    | 빈칸           | 1986년 | 1986년         | 김경문            |
| NC 다이노스   | 창원 | 창원NC파크            | 빈칸           | 2011년 | 2013년         | 이호준            |

### 과거 참가 구단
- 현대 유니콘스
- 쌍방울 레이더스

## 경기장
| 명칭                  | 사진 | 좌석수 | 수용인원 | 주차면적 | 도시 | 홈 구단               | 개장 연도 | 홈 팀 덕아웃 | 비고                                                                                  |
| --------------------- | ---- | ------ | -------- | -------- | ---- | --------------------- | --------- | ------------ | ------------------------------------------------------------------------------------- |
| 창원NC파크            |      | 17,861 | 22,112   |          | 창원 | NC 다이노스           | 2019년    | 1루측        | 천연 잔디 구장. 외야 펜스 부근 분리형 불펜.                                           |
| 대구삼성라이온즈파크  |      | 24,000 | 29,178   | 1,116    | 대구 | 삼성 라이온즈         | 2016년    | 3루측        | 2016년 초 준공. 국내 최초 팔각형 구장. 천연 잔디 구장. 외야 파울 존 부근 분리형 불펜. |
| 고척스카이돔          |      | 16,000 | 22,258   | 484      | 서울 | 키움 히어로즈         | 2015년    | 1루측        | 인조 잔디 구장. 폐쇄형 지하불펜.                                                      |
| 광주기아챔피언스필드  |      | 20,500 | 27,000   | 1,106    | 광주 | KIA 타이거즈          | 2014년    | 3루측        | 천연 잔디 구장. 국내 최초의 개방형 구장. 외야 펜스 부근 분리형 불펜.                  |
| 인천SSG랜더스필드     |      | 23,000 | 25,000   | 4,002    | 인천 | SSG 랜더스            | 2002년    | 1루측        | 천연 잔디 구장. 외야 펜스 부근 분리형 불펜.                                           |
| 수원케이티위즈파크    |      | 18,700 | 25,000   | 1,318    | 수원 | KT 위즈               | 1989년    | 1루측        | 2014년 리모델링. 천연 잔디 구장. 외야 파울 존 부근 분리형 불펜.                       |
| 사직야구장            |      | 22,990 | 27,500   |          | 부산 | 롯데 자이언츠         | 1985년    | 1루측        | 천연 잔디 구장. 외야 파울 존 부근 분리형 불펜.                                        |
| 서울종합운동장 야구장 |      | 23,750 | 25,000   | 1,279    | 서울 | LG 트윈스 두산 베어스 | 1982년    | 1루측        | 천연 잔디 구장. 내야 파울 존 부근 분리형 불펜.                                        |
| 대전한화생명볼파크    |      | 17,000 | 20,007   | 1,679    | 대전 | 한화 이글스           | 2025년    | 1루측        | 천연 잔디 구장. 비대칭 그라운드. 외야 펜스 부근 복층형 불펜.                          |

### 제2홈구장
| 명칭           | 사진 | 좌석수 | 도시 | 홈 구단                      | 개장 연도 | 홈 팀 덕아웃 | 비고                                                                                              |
| -------------- | ---- | ------ | ---- | ---------------------------- | --------- | ------------ | ------------------------------------------------------------------------------------------------- |
| 울산문수야구장 |      | 12,088 | 울산 | 롯데 자이언츠의 제 2 홈구장  | 2014년    | 1루측        | 인조 잔디 구장. 외야 잔디석. 외야 파울 존 부근 분리형 불펜.                                       |
| 포항야구장     |      | 12,247 | 포항 | 삼성 라이온즈의 제 2 홈 구장 | 2012년    | 1루측        | 인조 잔디 구장. 외야 잔디석. 내야 파울 존 부근 분리형 불펜. 구장 내 포항시 남구청 청사 입주.      |
| 청주야구장     |      | 10,500 | 청주 | 한화 이글스의 제 2 홈 구장   | 1979년    | 1루측        | 인조 잔디 구장. 폐쇄형 지하불펜. 2020년부터 2023년까지 경기 편성 없었음 2025년부터 경기 편성 없음 |

## 시즌

### 체제
단일리그제로 각 팀은 144게임씩 총 720경기를 가진다. 9회말 이후 동점일 경우 연장전을 가진다. 연장전은 11회까지 치른다. 11회말 이후 동점일 경우 무승부로 처리한다. 취소 된 경기는 정규 리그가 종료 된 이후에 별도로 경기를 편성하여 진행한다. 순위는 승률에 따라 결정하며, 승률계산은 승 수/경기 수로 하도록 하였다. 2010년과 다르게 5회 클리닝타임이 부활했으며 포스트시즌은 연장 15회까지 경기 가능한 것으로 수정하였다. 경기 개시시간은 주중 18:30 / 주말 17:00, 단 개막 2연전과 5월 6일까지 편성되는 경기들 중 일요일과 공휴일에 열리는 경기는 오후 2시부터 치러진다. 그러나 혹서기(7~8월) 기간동안은 주말, 공휴일 경기 개시시간이 18:00로 늦춰진다. 모든 선수가 출전가능했던 퓨처스리그에도 엔트리 등록 규정을 제정하여 경기당 출전할 수 있는 선수는 26명으로 제한해 경기 1시간 30분 전까지 등록하고 인원이 적은 상무와 경찰청을 제외한 9개 구단은 엔트리에서 말소될 경우 3일간 재등록이 불가능하다. 도핑테스트는 퓨처스리그까지 확대 시행하며 표적검사 인원도 늘린다.

### 타이브레이커
정규시즌을 모두 마쳤음에도 순위를 결정하기위한 순위결정전이다. 역대 타이브레이커는 3번 개최되었다. OB 베어스 VS 해태 타이거즈 (1986년), kt wiz VS 삼성 라이온즈 (2021년), SSG 랜더스 VS kt wiz (2024년)다.

### 포스트시즌
정규시즌 1~5위의 팀들이 참가하게 된다. 포스트시즌 엔트리는 27명이다. 포스트시즌은 가을 야구로도 불린다.
- 와일드카드 결정전 : 정규시즌 4위와 5위의 2경기(4위에게 1승의 어드벤티지 적용)
- 준플레이오프 : 정규시즌 3위와 와일드카드 결정전 승자의 3선승제
- 플레이오프 : 정규시즌 2위와 준플레이오프 승자의 3선승제
- 한국시리즈 : 정규시즌 1위와 플레이오프 승자의 4선승제

#### 한국시리즈
| 구단          | 우승 | 준우승 | 우승 연도                                                              | 준우승 연도                                                      |
| ------------- | ---- | ------ | ---------------------------------------------------------------------- | ---------------------------------------------------------------- |
| KIA 타이거즈  | 12   | 0      | 1983, 1986, 1987, 1988, 1989, 1991, 1993, 1996, 1997, 2009, 2017, 2024 |                                                                  |
| 삼성 라이온즈 | 8    | 11     | 1985, 2002, 2005, 2006, 2011, 2012, 2013, 2014                         | 1982, 1984, 1986, 1987, 1990, 1993, 2001, 2004, 2010, 2015, 2024 |
| 두산 베어스   | 6    | 9      | 1982, 1995, 2001, 2015, 2016, 2019                                     | 2000, 2005, 2007, 2008, 2013, 2017, 2018, 2020, 2021             |
| SSG 랜더스    | 5    | 4      | 2007, 2008, 2010, 2018, 2022                                           | 2003, 2009, 2011, 2012                                           |
| 현대 유니콘스 | 4    | 2      | 1998, 2000, 2003, 2004                                                 | 1994, 1996                                                       |
| LG 트윈스     | 3    | 4      | 1990, 1994, 2023                                                       | 1983, 1997, 1998, 2002                                           |
| 롯데 자이언츠 | 2    | 3      | 1984, 1992                                                             | 1985, 1995, 1999                                                 |
| 한화 이글스   | 1    | 5      | 1999                                                                   | 1988, 1989, 1991, 1992, 2006                                     |
| NC 다이노스   | 1    | 1      | 2020                                                                   | 2016                                                             |
| kt wiz        | 1    | 1      | 2021                                                                   | 2023                                                             |
| 키움 히어로즈 | 0    | 3      |                                                                        | 2014, 2019, 2022                                                 |

### 올스타전
올스타전은 별들의 경기 라는 뜻으로 팬들의 투표와 감독의 추천을 통해서 뽑힌 선수들의 게임으로 매년 여름에 드림 올스타(SSG 랜더스, 삼성 라이온즈, 두산 베어스, 롯데 자이언츠, KT 위즈)와 나눔 올스타(키움 히어로즈, KIA 타이거즈, 한화 이글스, LG 트윈스, NC 다이노스)로 팀을 나누어 치러진다. 9회까지 승리팀이 나오지 않을 경우 연장 10회부터 승부가 날 때까지 승부치기를 시행한다.

## 응원 문화
KBO 리그는 발전하면서 관중들의 응원 문화도 함께 발전하였다. 여기서는 많은 구단이 공통적으로 진행하는 응원 문화만 서술한다. 각 팀의 자체 응원 유형과 문화는 각 팀 문서를 참조하라.
- 주로 응원단장, 앰프, 북, 치어리더, 막대풍선을 중심으로 응원 문화가 발달하였다.
- 응원하는 팀의 1회 공격(원정팀의 1회초, 홈팀의 1회말)시에 '라인 업 송'에 따라 1번타자부터 선발투수까지의 이름을 타순대로 외친다. 선발투수의 이름은 9번타자의 이름을 부른 뒤 외친다.
- 주요 타자들의 공격이 성공하기를 원하는 의미에서 대중가요등 잘 알려진 노래나 선율에 가사를 입히거나 바꿔서 안타나 홈런을 기원하는 응원가를 제정하여 부른다.
- 투수가 볼의 카운트 개수와 상관없이 2스트라이크를 기록하면, 삼진을 잡기를 원하면서 '삼진'을 외친다. 다만, 볼이 없으며 초구와 2구가 모두 스트라이크이고, 제3구를 던질때에는 '삼구삼진'을 외친다.
- 상대팀 투수가 응원하는 팀의 주자에 대하여 견제구를 던지면 견제 대응 응원을 한다. 응원 구호는 각 팀마다 다르다. 최근에는 견제 대응 응원에 대한 역견제 응원을 하는 팀도 있다.
- SSG 랜더스의 〈연안부두〉 (인천), 롯데 자이언츠의 〈부산갈매기〉와 〈돌아와요 부산항에〉 (부산), KIA 타이거즈의 〈남행열차〉 (전라도), NC 다이노스의 〈Come on Come on 마산스트리트여〉 (구 마산/현 창원), 한화 이글스의 〈내 고향 충청도〉 (충청도)등 연고지를 주제로 한 대중가요를 일정 시점에서 방송하거나 관중들이 다 같이 부른다. 부르거나 방송하는 시점은 각 팀마다 다르다.
- 팬들도 자발적으로 자신이 응원하는 팀이나 선수의 선전을 기원하는 피켓을 제작하고, 팀의 유니폼과 모자를 착용하는 등의 자체적인 팬덤이 있으며, 자신이 응원하는 팀의 서포터즈 모임을 조직하여 주로 홈경기때 자체적인 단체응원을 하는 경우도 있다. 다만, 팀이 정식으로 편성한 서포터즈는 없다.
- 2021년 포스트 시즌 때는 취식은 가능했지만 육성응원을 금지했다. 11월 1일 키움 히어로즈와 두산 베어스간에 와일드카드 결정전을 치르는 중 홈런이 나와 관중이 과열되자 심판이 응원 자제를 요청하기도 했다.
- 2021년 포스트 시즌에서는 11월 2일부터 홈런 혹은 적시타가 터졌을 때 응원가 금지를 하기도 했다.

## 기록

### 희귀 기록
- KBO 리그 최초 사이클링 히트

1982년 6월 12일 구덕 삼성 vs 삼미전에서 삼성 라이온즈 오대석 선수가 1회초 우익수 키를 넘기는 3루타, 3회 2루타, 5회 중전안타, 6회 중월 홈런을 때려내 KBO 리그 최초로 사이클링 히트 기록의 보유자가 되었다.
- 4할 타율

1982년 MBC 청룡의 백인천은 타율 0.412를 기록하여 KBO 역사상 유일한 4할 타율을 기록했다.
- 한 시즌 10승 & 3할 타율 동시 달성

1982년 해태 타이거즈의 김성한은 규정 이닝을 채우고 10승을 달성하는 한편, 규정 타석을 채우고 3할 타율까지 달성했다.
- 특정 팀 상대 한 시즌 전승

1982년 OB 베어스는 삼미 슈퍼스타즈를 상대로 16전 16승을 기록했다.
- 단일 시즌 최저 승률

1982년 삼미 슈퍼스타즈는 80전 15승 65패로 승률 0.188을 기록했다.
- 최초로 꼴등팀이 1위 달성

2025년 한화 이글스는 리그 최하위인 10위에서 시작해 단기간에 1위로 올라서는 대기록을 세웠다. 이는 KBO 역사상 최초로 시즌 중 최하위에서 선두까지 도달한 팀이다.
- 한 시즌 투수 30승

1983년 삼미 슈퍼스타즈의 투수 장명부가 KBO 역사상 유일한 30승을 달성했다.
- 한 시즌 최다이닝

1983년 삼미 슈퍼스타즈의 투수 장명부는 427.1이닝을 소화했다.
- KBO 리그 최초 노히트 노런

1984년 5월 5일 광주 삼미전에서 해태 타이거즈 방수원 선수가 삼미 타선을 상대로 단 한 개의 안타도 허용하지 않고 완봉승을 거두면서 한국프로야구 최초로 노히트 노런 기록의 보유자가 되었다. 그러나 방수원의 이 날 1승은 그가 세운 1984년의 유일한 승리 기록이다.
- 포스트시즌 없이 통합우승

1985년 삼성 라이온즈는 전기 리그와 후기 리그에서 모두 1위를 차지하여 통합 우승을 달성했다. 당시는 전기 리그 1위와 후기 리그 1위가 한국시리즈에서 맞붙는 방식이었는데 이 사건을 계기로 규칙이 바뀌게 된다.
- 팀 최다 연패

삼미 슈퍼스타즈는 1985년 3월 31일부터 4월 29일까지 18연패를 기록했다. 한화 이글스는 2020년 5월 23일부터 6월 12일까지 18연패를 기록했다.
- 한 시즌 투수 최다패

1985년 삼미 슈퍼스타즈의 장명부는 25패를 기록했다.
- KBO 리그 최초 포스트시즌 노히트 노런

1996년 10월 20일 한국시리즈 4차전 인천 해태전에서 현대 유니콘스 정명원 선수가 해태 타선을 상대로 단 한 개의 안타를 허용하지 않고 완봉승을 거두면서 KBO 리그 최초로 포스트시즌 노히트 노런 기록의 보유자가 되었다.
- KBO 리그 최초 연타석 만루 홈런

1997년 5월 4일 대구 LG전에서 삼성 라이온즈 정경배 선수가 장문석 투수와 차동철 투수에게서 만루홈런을 날리면서 KBO 리그 최초로 연타석 만루홈런을 날린 진기한 기록의 보유자가 되었다. 이날 삼성 라이온즈 타선은 9개의 홈런을 날리면서 한 경기 팀 최다 홈런 신기록을 작성했고, 이 날 삼성 라이온즈가 기록한 27점은 한 경기 팀 최다 득점 신기록, 몸에 맞는 공 6개는 한 경기 팀 최다 사구 기록으로 작성됐다.
- KBO 리그 최초 데뷔 첫 타석 초구 홈런

2000년 LG 트윈스의 짐 테이텀이 KBO 리그 첫 타석에서 초구를 받아쳐 홈런을 기록했다.
- KBO 리그 최초 무보살 트리플 플레이

2007년 6월 13일 대구 삼성전 7회초 무사 1루(주자 심정수),2루(주자 양준혁) 상황에서 타자 박진만이 친 공을 KIA 타이거즈 2루수 손지환이 직선타로 잡은 뒤 2루 베이스를 밟고 2루로 달려오는 1루주자 심정수를 잡으면서 국내 최초로 무보살 트리플 플레이를 기록하였다. 그날 경기는 6-2로 KIA가 승리하였다
- KBO 리그 최초 한경기 좌우타석 연타석 홈런

2008년 9월 25일 문학 SK전에서 LG 트윈스 서동욱 선수가 6회초 레이번 투수에게서 좌타석에서 홈런을 날렸고, 9회초 이승호 선수에게서 우타석에서 홈런을 날리면서 KBO 리그 최초로 좌우타석 연타석 홈런을 날린 진기한 기록의 보유자가 되었다.
- KBO 리그 최초 30-30

1996년 박재홍 선수가 30개의 홈런과 36개의 도루를 기록하면서 30홈런-30도루의 시대를 연다. 이후에도 박재홍은 1998년, 2000년에 30-30을 달성한다.
- KBO 리그 최초 한 시즌 사이클링히트 2번

2015년 NC다이노스 테임즈 선수가 2015년 4월 9일, 2015년 8월 11일 사이클링 히트를 때려내며 최초의 한 시즌 두 번의 사이클링 히트를 기록했다. 테임즈가 시즌 MVP를 수상했다.
- KBO 리그 최초 4연타석 홈런

2000년 5월 19일 대전에서 벌어진 한화와 현대와의 경기에서 현대 유니콘스 소속이었던 박경완이 조규수를 상대로 2회와 3회, 오창선을 상대로 5회, 김경원을 상대로 6회에 홈런을 기록해 한 경기 최다 홈런이자 최다 연타석 홈런인 4연타석 홈런을 기록했다. 이는 일본에서도 오 사다하루가 유일하고, 미국 메이저 리그에서도 루 게릭 외 3명 만이 갖고 있다.
- KBO 리그 최초 프로 데뷔 첫 타석 끝내기 만루 홈런

2001년 6월 23일 잠실 SK전에서 두산 베어스의 송원국 선수가 6-6 동점으로 맞선 9회말 2아웃 만루 상황에서 대타로 출전, 상대투수 김원형의 초구를 쳐서 끝내기 만루 홈런을 기록하였다. 이는 미국 메이저 리그에서도 유례가 없는 기록이기도 하다.
- 최다 시즌 연속 최하위

롯데 자이언츠는 2001년부터 2004년까지 4시즌 연속 최하위를 기록했다.
- 한 시즌 10승 10홀드 10세이브 동시 달성

2005년 삼성 라이온즈의 오승환은 10승 11홀드 16세이브를 기록했다.
- KBO 리그 최초 2000안타

2007년 6월 9일 양준혁이 서울종합운동장 야구장에서 두산 베어스 투수 이승학을 상대로 중전안타를 만들어내며 KBO 리그 최초 2000안타를 달성했다.
- KBO 리그 최초 3000이닝

2009년 4월 9일 송진우가 한밭종합운동장 야구장에서 두산 타자 김재호를 상대로 우익수 플라이를 잡아내며 KBO 리그 최초의 3000이닝을 수립하였다.
- 단일 경기 양 팀 합계 최다 득점

2009년 5월 15일 LG 트윈스와 서울 히어로즈의 경기는 22대 17로 끝나 합계 39득점이 났다.
- KBO 리그 최초 200승

2006년 8월 26일 송진우가 KIA전에서 5이닝을 4피안타 1실점으로 막으며 10대 1 승리를 이끌어내 KBO 리그 최초의 200승을 달성하였다.
- KBO 리그 최초 무박 2일

2008년 6월 12일 목동야구장에서 KIA 타이거즈와 우리 히어로즈 경기에서 사상 처음으로 자정을 넘기는 무박 2일 경기가 되었다. 이후 무박 2일 경기는 여러 장소에서 나오긴 했지만 무박 2일 경기가 처음 나오는 결과는 목동야구장부터 시작되었다. 그리고 이 경기는 우리 히어로즈가 끝내기 승리로 이겼다.
- KBO 리그 최장 횟수 - 18회말

2008년 9월 3일 당시에는 무승부가 되면 승부가 날 때까지 무기한 연장을 돌입했다. 마침 잠실야구장에서 열린 한화 이글스와 두산 베어스 경기에선 0대0으로 끝까지 승부가 나지 않자 결국 기여코 자정을 넘기고 말았다. 그래도 18회말에 두산 베어스가 밀어내기 볼넷으로 승리하면서 매듭을 지었지만 무기한 최고의 횟수로 기록되게 되었다. 아울러 목동야구장보다 더 최장시간을 갈아치우고 말았다.
- KBO 리그 최초 250홈런 - 250도루

2009년 4월 23일 문학 롯데전에서 박재홍 선수가 2회말 안타로 출루한 뒤 도루에 성공하여 한국 최초로 250홈런 250도루를 달성하였다.
- 팀 최다 연승

SK 와이번스는 2009년 8월 25일부터 2010년 3월 30일까지 22연승을 기록했다.
- KBO 리그 최다 홈런

2025년 SSG 랜더스 최정이 기존 기록 보유자였던 이승엽의 467호 홈런 기록을 깨고 2025년 5월 13일 문학 NC전에서 500개의 홈런을 쳐냈다.
- KBO 리그 최초 한이닝 사이클링 홈런

2010년 7월 KIA 타이거즈에서 이용규, 최희섭, 채종범이 3회에 홈런을 쳤다. 이용규의 3점, 4점 홈런, 최희섭의 솔로홈런과 채종범이 2점 홈런을 터뜨렸다. 한 경기에서 사이클링 홈런을 친 경우는 있었으나 이닝 사이클링 홈런은 이번이 처음이다.
- KBO 리그 & 세계 최초 9경기 연속 홈런

2010년 8월 4일부터 2010년 8월 14일까지 이대호선수가 9경기 연속 홈런을 쳐냈다. 이로써 미국 프로 야구의 켄 그리피 주니어(시애틀 · 1993년)，돈 매팅리(뉴욕 양키스 · 1987년)，대일 롱(피츠버그 · 1956년)이 기록한 8경기 연속 홈런기록을 넘어섰다.
- KBO 리그 최초 7관왕 수상

2010년 연말 이대호선수가 엄청난 활약으로 7관왕타율, 홈런, 타점, 안타, 장타율, 출루율, 득점 부문을 수상하였다.
- KBO 리그 최초 연장 끝내기 트리플 플레이

2011년 5월 8일 문학에서 벌어진 경기에서 프로야구에서 보기 드문 끝내기 트리플 플레이가 나왔다. 연장 11회말 무사 주자 1, 3루에서 SK 타자 조동화가 친 공이 직선타로 KIA의 마무리 투수 유동훈에게 잡힌 뒤 3루수 이범호에게 던졌고, 이범호가 3루 주자를 아웃시킨 뒤 1루수 김주형에게 던져 트리플 플레이를 완성시켰다. 이는 KBO 리그 최초의 연장 끝내기 트리플 플레이이기도 하다. 이 경기에서 KIA는 2:1로 SK에게 승리하였다.
- 최초 세 경기 연속 팀 만루 홈런

2011년 6월 14일~ 16일 대전에서 KIA 타이거즈와의 3연전 경기를 치른 한화 이글스는 6월 14일에 이대수가 1사 만루에서 조태수투수의 공을 받아쳐 좌월 만루 홈런을, 6월 15일에는 카림 가르시아가 2사 만루에서 로페즈를 상대로 좌월 만루 홈런을 치면서 KBO무대 복귀 첫 홈런을 신고하였다. 이어서 다음날인 6월 16일 유동훈투수를 상대로 2사 만루 상황에서 중월 만루 홈런을 쏘아올리면서 가르시아는 역대 4번째로 두경기 연속 만루 홈런을 기록하였고 한화 이글스는 KBO 리그 최초 처음으로 3경기 연속 만루홈런을 기록하는 팀이 되었다.
- 스퀴즈 번트 실패

2011년 7월 17일 넥센 히어로즈와 두산 베어스 4회초 경기에서 김민성이 스퀴즈 번트를 쳤는데 그게 3루에서 홈으로 쇄도하는 주자를 미리 잡혔고, 이어 그 사이에 1루에서 3루 로 움직이는 주자까지 오히려 다 잡히는 더블 아웃이 발생했다.
- 역대 최다 점수 차 역전

2013년 5월 8일, SK 와이번스는 두산 베어스를 상대로 1대 11로 지고 있었으나 10점 차를 뒤집고 결국 13대 12로 승리했다.
- KBO 리그 최초 세 이닝 연속 타자일순

2014년 5월 6일 사직에서 열린 두산 베어스와 롯데 자이언츠와의 경기에서, 롯데 자이언츠는 1회부터 3회까지 연속으로 타자일순을 하였다. 타자일순이란 이닝을 시작할 때 나온 첫 타자가 그 이닝에서 다시 한번 나오는 것을 말한다. 경기는 10 대 19로 롯데 자이언츠의 승리로 끝났다.
- 한 시즌 최다안타

2024년 롯데 자이언츠 빅터 레예스(kbo 등록명:빅터 레이예스)가 기존 기록 보유자였던 키움 히어로즈의 서건창의 201 안타 기록을 깨고 2024년 10월 1일 창원 NC전에서 202개의 안타 기록을 세웠다
- KBO 리그 사상 최초 경우의 수

2014년 10월 17일에 SK 와이번스와 LG 트윈스의 최종 4위 확정이 가려지지는 않았다. 이런 상태에서 최종전 경기를 SK 와이번스와 LG 트윈스를 제각각 다른 팀하고 맞붙는데 이런 일은 프로야구 사상 처음 있는 일이었다. 여기서 경우의 수 조건은 SK 와이번스가 무조건 마지막 경기를 먼저 이긴 후, LG 트윈스가 패하면 SK 와이번스가 2014년 KBO 포스트시즌에 진출하는 상황으로 바뀌고, LG 트윈스가 이기면 SK 와이번스는 이겨도 탈락한다는 결과였다. 그런데 실제로 SK 와이번스가 초반부터 패하는 바람에 LG 트윈스가 그대로 2014년 한국프로야구 포스트시즌에 진출했다.
- KBO 리그 최초 단일 시즌 40홈런 40도루

2015년 10월 2일 NC 다이노스의 에릭 테임즈는 40번째 도루를 성공시키면서 40홈런 40도루를 모두 달성했다.
- KBO 리그 최초 선발 전원 10선발승

2015년 10월 5일 광주-기아 챔피언스 필드에서 열린 삼성 라이온즈와 KIA 타이거즈와의 경기에서 선발 장원삼이 승리기록을 챙겨감에 따라 윤성환 17승, 피가로 13승, 차우찬 13승, 클로이드 11승, 장원삼 10승으로 달성하게 되었다
- KBO 리그 최초 무사사구 완봉승

2016년 5월 27일 수원 kt 위즈 파크에서 열린 KT 위즈와 넥센 히어로즈와의 경기에서 선발 주권이 무사사구 완봉승이라는 팀 창단과 KBO 리그 창설 최초의 무사사구 완봉승을 기록하였다.
- 팀 최다 경기 연속 홈런

SK 와이번스는 2016년 6월 14일부터 7월 10일까지 21경기 연속 홈런을 기록했다.
- KBO 리그 최초 한시즌 300출루

2016년 10월 3일 잠실에서 열린 한화 이글스와 두산 베어스의 경기에서 김태균이 1회초 1사 1,3루에서 선발 안규영의 3구를 쳐서 좌전안타를 쳤다. 187개의 안타와 104개의 볼넷 9개의 몸에 맞는 공을 더해 300출루를 완성했다.
- KBO 리그 최초 40홈런

1992년 9월 17일 대전에서 열린 한화 이글스와 해태 타이거즈의 경기에서 장종훈이 무사에서 선발 신동수의 공을 쳐 40홈런을 달성하였다. 그리고 다음날 선발 이강철에 공을 때려 41개의 홈런을 만들어냈다.
- KBO 리그 사상 첫 한 이닝 두번의 만루홈런

2018년 3월 31일 수원 kt 위즈 파크에서 열린 두산 베어스와 KT 위즈와의 경기에서 8회말, 두산 베어스 투수 최대성이 KT 타자 멜 로하스 주니어와 이해창에게 각각 한번씩 만루홈런을 허용하여 한 이닝에 두번의 만루홈런 경기가 발생하였다. 경기는 이 두번의 만루홈런의 영향으로 KT 위즈가 20-8 로 승리하였다.
- KBO 리그 사상 첫 3년연속 대기록

2018년에 두산베어스 타자 김재환이 KBO 리그 사상 첫 3년연속 30홈런, 100득점, 100타점, 3할이라는 역대 1번째 대기록을 세웠다. 이후 2019시즌에는 타율 0.283, 15홈런, 91타점에 그치며 아쉽게 실패했다.
- KBO 리그 사상 끝내기 낫아웃 폭투

2019년 6월 12일 롯데 자이언츠와 LG 트윈스의 잠실야구장 10회말 때 1,3루 상황에서 오지환이 2스트라이크 상황에서 헛스윙했는데 롯데 포수가 공을 빠뜨리는 바람에 오지환은 재빨리 1루로 달려갔고 이에 따라 3루 주자도 홈으로 들어왔다. 롯데 포수는 1루 쪽으로 던져봤지만 너무 성급하게 던지는 바람에 1루수가 아닌 우익수에게 던져졌다. 이로써 LG 트윈스 아니 KBO 리그 사상 최초의 끝내기 낫아웃 폭투가 나오는 희귀한 일이 벌어졌다. 그 바람에 롯데 자이언츠는 오히려 6연패에 빠지게 되었고, LG 트윈스는 3연승을 달리게 되었다.
- KBO 리그 사상 첫 20연속 도루 성공

2020년 9월 24일 키움 히어로즈 타자 김하성이 고척 스카이돔에서 SK와의 경기에서 4회말, 도루 성공으로 KBO 리그 사상 첫 20연속 도루 성공이라는 대기록을 세웠다. 이날 김하성은 이 도루로 KBO 리그 역대 51번째, 개인 2번째 20-20 달성 및 키움 구단 내 최초로 2번 20-20 클럽을 달성한 선수가 되었다.
- KBO 리그 단독 선두 경우의 수

2021년 10월 30일 KT 위즈, 삼성 라이온즈, LG 트윈스의 2021년 최종 경기 리그 우승이 결정되지는 않았다. 마침 최종전의 붙는 팀도 제각각 서로 별개 팀이었기 때문에 선두 결정도 경우의 수를 따져야 하는 상태였다. KT 위즈의 경우는 최종전에서 무조건 이긴 후, 삼성 라이온즈가 져야 하는 상황이고, 반대로 삼성 라이온즈의 경우도 최종전에서 무조건 이기고, KT 위즈가 져야 하는 상태였다. 두 팀 다 최종전을 이기거나 지면 최종 단독 1위가 가려지지는 않는다. LG 트윈스는 약간 더 복잡한데 최종전에서 무조건 이기는 가정하에, KT 위즈와 삼성 라이온즈가 모두 져야만 어부지리로 단독 1위가 될 수 있다. LG 트윈스가 최종전에서 이기고 KT 위즈와 삼성 라이온즈 중 한 팀만 지면 2위가 된다. LG 트윈스가 이겨도 두 팀이 이기면 그대로 3위가 된다. 물론 LG 트윈스가 이기지 못하면 다른 경기 상관없이 3위가 된다. 실제로 KT 위즈와 삼성 라이온즈는 최종전에서 모두 승리하는 바람에 단독 선두가 가려지지는 못했다. 근데 사실 승자승에서는 삼성 라이온즈가 kt 위즈보다 앞서 사실은 선두가 삼성이 되어야 할 상황인데 대신 승자승이 앞선 삼성이 홈구장에서 타이브레이커를 결정하도록 했다. 한편,LG 트윈스는 최종전에서 지는 바람에 3위를 그대로 유지했다.
- KBO 리그 두 번째 경우의 수 발생

2021년 10월 30일 키움 히어로즈와 SSG 랜더스의 5,6위 순위가 결정되지 않았다. 5위는 와일드카드 제도가 생겨서 바로 탈락하는 순위가 아니기 때문에 아주 중요한 최종 경기였다. 단, 여기서 키움 히어로즈가 최종전을 무조건 이겨놓고 SSG 랜더스가 무조건 져야 하는 경우의 수였다. 키움 히어로즈는 초반부터 KIA 타이거즈를 밀어붙이고 끝내 6:1로 승리를 거두었다. 마침 같은 시간 문학야구장에서는 KT 위즈가 SSG 랜더스를 8:3으로 크게 이겨서 키움 히어로즈는 5위가 되었고 SSG 랜더스는 탈락하고 말았다.
- KBO 리그 총 6팀이 경우의 수 발생

2021년 KBO 리그에서 삼성 라이온즈, kt 위즈, LG 트윈스, 두산 베어스, SSG 랜더스, 키움 히어로즈가 경우의 수를 따지게 되었다. 6팀이나 되는 야구팀이 최종전에서 경우의 수를 따지는 건 이번이 처음이다.
- 경기에 패하고도 정규시즌 우승하는 결과

2024년 9월 17일에 KIA 타이거즈가 비록 SSG 랜더스에게 0:2로 패했지만 같은 시간 잠실야구장에서 삼성이 두산에게 4:8로 발목이 잡히자 어부지리로 KIA가 정규시즌 우승을 차지했다.
- KBO 리그 두 번째 타이브레이커 경기

2024년 KBO 리그에서 kt와 SSG가 승률이 같아 타이브레이커 경기를 했다. kt 위즈는 최종전에서 이기고, SSG 랜더스도 승리하여 승률은 같아졌다. 야구에서 2팀 이상이 승률이 같으면 승자승을 따지는데 여기서도 kt 위즈와 ssg 랜더스가 승자승이 같았다. 근데 다득점에서 kt 위즈가 앞선 상황이었기 때문에 원래는 kt 위즈가 와일드카드 진출을 해야 되는 상황이었고 반면 SSG의 경우는 이겨도 탈락해야 되는 그런 상황이었다. 그런데 이번에는 그냥 승률만 같으면 타이브레이커 경기를 하여 승패를 가리는 식으로 변경되었다. 대신 타이브레이커하는 장소는 승률이 같은 2팀 이상 중에서 승자승이나 다득점에서 가장 앞선 팀이 홈구장에서 타이브레이커 경기를 하도록 결정되어 있다. 그래서 5위 타이브레이커 경기는 다득점에서 앞선 kt 위즈의 홈구장에서 타이브레이커 경기를 했다. 그리고 5위 타이브레이커 경기는 KT 위즈의 승리로 끝나 5위 와일드카드 진출은 KT 위즈가 되었다.
- KBO 리그 희생플라이 때 주자 두 명 홈인

2023년 4월 19일 한화 이글스의 노수광이 8회말 때에 외야 플라이 때에 정수빈이 잡았지만 주자가 1명이 아닌 2명이 홈에 들어왔다. 희생타가 나오는 경우는 흔하지만 외야 희생 플라이 때에 주자 2명이 홈에 들어오는 경우는 처음이다. 그리고 이 결정적인 득점으로 인해 한화 이글스가 두산 베어스를 이기는 결정적 득점이 되었다.
- 번트 더블 아웃

2023년 6월 11일 KIA 타이거즈와 두산 베어스와의 6회말 경기에서 3루 주자가 허경민이 번트를 시도했지만 3루에서 홈으로 쇄도하는 주자를 아웃시키고, 그 사이에 1루로 간 허경민이 2루로 도달하기 전에 2루에 이미 공이 도착하는 바람에 더블 플레이가 나오고 말았다. 이는 2011년 7월 17일에 터졌던 일과 비슷했다.
- 인사이드 더 파크 홈런

2023년 6월 18일 두산 베어스와 LG 트윈스 경기 중 오스틴 딘이 인사이드 더 파크 홈런을 쳤다.
- 두 번째 인사이드 더 파크 홈런

2023년 8월 26일 SSG 랜더스와 두산 베어스 8회초 경기 중 SSG 랜더스의 하재훈이 인사이드 더 파크 홈런을 쳤다. 잠실야구장에서 두 번째로 나온 인사이드 더 파크 홈런이었다.
- 27년만에 대량 득점 경신

2024년 7월 31일 두산 베어스와 KIA 타이거즈 경기에서 두산 베어스가 KIA 타이거즈를 30대 6으로 이기면서 1997년에 삼성 라이온즈가 27대 5로 LG 트윈스를 물리친 최대 기록을 경신하였다.
- 세 번째 인사이드 더 파크 홈런

2024년 8월 3일 두산 베어스와 키움 히어로즈 경기중 이유찬이 인사이드 더 파크 홈런을 쳤다. 잠실야구장에서 세 번째로 나온 인사이드 더 파크 홈런이었다.
- 5위팀이 준플레이오프에 진출

5위 KT 위즈가 4위 두산 베어스와의 총 2경기를 2승으로 장식하여 kbo 리그 사상 처음으로 5위가 준플레이오프에 진출하는 새 역사를 썼다. 반대로 두산 베어스는 2패를 당하여 4위가 처음으로 탈락하는 역사를 쓰고 말았다.
- KIA 타이거즈와 삼성 라이온즈와의 대결

2024년 10월 21일 삼성 라이온즈가 LG 트윈스를 물리치고 KBO 한국시리즈 경기에서 KIA 타이거즈를 만남으로써 이는 31년만이다. 또한 한국시리즈에서 비가 내려서 1차전부터 서스펜디드가 실시되었고, 이어 비가 계속 내려서 우천취소까지 겹쳐 이틀 후에나 1차전과 2차전이 한꺼번에 열렸는데 이는 KBO 리그 사상 최초에 벌어진 일이다.
- 가장 아쉬운 9회말 풀카운트 홈런

2025년 5월 13일 대전한화생명볼파크 한화 이글스는 두산 베어스와의 경기에서 9회말까지 1-3으로 뒤지고 있었다. 2사 1루, 타석에 선 최인호는 풀카운트까지 가는 끈질긴 승부를 펼친 끝에 우측 담장을 넘기는 동점 투런 홈런을 기록했다. 그의 시즌 첫 홈런이자 이 경기의 분위기를 바꿔놓는 결정적 한 방이었다. 이 홈런으로 경기장 분위기는 극적으로 반전됐고 팬들은 13연승의 꿈에 다시 불을 지폈다. 하지만 연장 11회에 한화 이글스는 역전을 허용하며 패배했고 최인호의 홈런은 끝내기 홈런이 아닌 동점의 발판으로만 남게 되었다.
- 창단 이후 우승이 없는 팀

키움 히어로즈는 2008년 창단 이후 우리-서울-넥센-키움을 거쳐오면서 단 한 번도 한국시리즈 우승을 차지하지 못했다. 세 차례나 결승에 진출했지만 모두 준우승에 머물렀다. 특히 키움 구단측은 현대 유니콘즈의 역사를 공식적으로 계승하지 않는다고 밝힘에 따라, 현대 시절의 우승 기록은 키움 히어로즈의 성과로 인정하지 않는다.
- 최초의 개막 2연전 전 경기 매진

2025년 3월 22일부터 23일까지 열린 KBO 개막 2연전은 리그 역사상 처음으로 전국 5개 구장에서 열린 10경기 모두 매진을 기록했다. 이틀간 총 21만 9900명의 관중이 입장했다. 이는 2019년의 21만 4324명을 넘어선 역대 개막 시리즈 최다 관중 기록이다. 특히 2023년부터 3년 연속 개막전 전 구장 매진 흐름을 이어오고있다.
- KBO 역사상 최장 연속 매진 사례

2025년 한화 이글스는 대전한화생명볼파크에서 24경기 연속 홈경기 매진이라는 대기록을 세웠다. 이 기록은 2023~2024 시즌에 세운 17경기 연속 매진을 뛰어넘는 것으로, KBO 역사상 최장 연속 매진 사례다. 그러나 6월 10일 두산전에서 총 입장객 1만 6691명을 기록하며, 구장 정원인 1만 7000석에 309명이 부족해 매진 기록이 아쉽게 종료되었다.
- 최초 1000만 관중 돌파

2024년 9월 15일 KBO리그가 한국 프로야구의 새 역사를 썼다. 리그 출범 42년 만에 처음으로 정규 시즌 관중 1000만 명을 돌파하였다. KBO는 9월 15일 기준 총 671경기에서 1,002만 758명의 관중을 기록했다고 밝혔다.

### 30득점 이상 난 경기
두산 베어스가 KIA 타이거즈를 상대로 30:6을 기록하였다. 광주기아챔피언스필드 2024년 7월 13일

### 20득점 이상 난 경기
가장 최근 기록은 2024년 7월 31일에 광주기아챔피언스필드에서의 두산 베어스와 KIA 타이거즈이다.
| 대상 팀       | 맞대결 팀       | 스코어 | 장소                        | 일자             |
| ------------- | --------------- | ------ | --------------------------- | ---------------- |
| LG 트윈스     | 삼성 라이온즈   | 20:1   | 대구시민운동장 야구장       | 2008년 6월 26일  |
| LG 트윈스     | 넥센 히어로즈   | 22:17  | 목동야구장                  | 2009년 5월 15일  |
| LG 트윈스     | 롯데 자이언츠   | 20:8   | 사직야구장                  | 2012년 4월 27일  |
| LG 트윈스     | 롯데 자이언츠   | 20:12  | 사직야구장                  | 2015년 5월 22일  |
| LG 트윈스     | KIA 타이거즈    | 20:4   | 서울종합운동장 야구장       | 2010년 5월 26일  |
| LG 트윈스     | KIA 타이거즈    | 20:3   | 서울종합운동장 야구장       | 2014년 6월 8일   |
| LG 트윈스     | SK 와이번스     | 24:7   | 인천SK행복드림구장          | 2020년 7월 28일  |
| NC 다이노스   | 넥센 히어로즈   | 24:5   | 목동야구장 (6회초 콜드게임) | 2014년 5월 7일   |
| NC 다이노스   | 넥센 히어로즈   | 20:3   | 마산종합운동장 야구장       | 2014년 6월 4일   |
| NC 다이노스   | 한화 이글스     | 23:9   | 한밭종합운동장 야구장       | 2014년 7월 24일  |
| SK 와이번스   | LG 트윈스       | 21:3   | 문학야구장                  | 2010년 5월 1일   |
| SK 와이번스   | 롯데 자이언츠   | 21:10  | 사직야구장                  | 2010년 5월 11일  |
| SK 와이번스   | kt wiz          | 20:6   | 수원케이티위즈파크          | 2015년 6월 2일   |
| SK 와이번스   | 한화 이글스     | 26:6   | 인천SK행복드림구장          | 2020년 8월 19일  |
| 한화 이글스   | 삼성 라이온즈   | 22:5   | 대구시민운동장 야구장       | 1992년 6월 5일   |
| 태평양 돌핀스 | 삼성 라이온즈   | 23:4   | 대구시민운동장 야구장       | 1989년 7월 10일  |
| 태평양 돌핀스 | 쌍방울 레이더스 | 20:6   | 숭의야구장                  | 1994년 4월 19일  |
| 현대 유니콘스 | 한화 이글스     | 20:2   | 한밭종합운동장 야구장       | 2000년 5월 19일  |
| 롯데 자이언츠 | 삼성 라이온즈   | 24:14  | 대구시민운동장 야구장       | 1995년 6월 28일  |
| 롯데 자이언츠 | KIA 타이거즈    | 20:8   | 광주기아챔피언스필드        | 2014년 4월 11일  |
| 롯데 자이언츠 | 두산 베어스     | 23:1   | 서울종합운동장 야구장       | 2014년 5월 31일  |
| 롯데 자이언츠 | 한화 이글스     | 20:2   | 사직야구장                  | 2011년 10월 4일  |
| 롯데 자이언츠 | 한화 이글스     | 20:12  | 사직야구장                  | 2016년 3월 19일  |
| 삼성 라이온즈 | 삼미 슈퍼스타즈 | 20:1   | 구덕야구장                  | 1982년 6월 12일  |
| 삼성 라이온즈 | 삼미 슈퍼스타즈 | 20:6   | 대구시민운동장 야구장       | 1982년 7월 10일  |
| 삼성 라이온즈 | MBC 청룡        | 21:4   | 대구시민운동장 야구장       | 1989년 4월 15일  |
| 삼성 라이온즈 | LG 트윈스       | 27:5   | 대구시민운동장 야구장       | 1997년 5월 4일   |
| 삼성 라이온즈 | 쌍방울 레이더스 | 21:3   | 대구시민운동장 야구장       | 1997년 8월 24일  |
| 삼성 라이온즈 | 한화 이글스     | 22:1   | 한밭종합운동장 야구장       | 2014년 10월 13일 |
| 삼성 라이온즈 | 두산 베어스     | 20:3   | 대구시민운동장 야구장       | 1987년 9월 29일  |
| 삼성 라이온즈 | 두산 베어스     | 20:3   | 대구시민운동장 야구장       | 1990년 5월 31일  |
| 삼성 라이온즈 | 두산 베어스     | 24:5   | 대구시민운동장 야구장       | 1999년 8월 7일   |
| 삼성 라이온즈 | 두산 베어스     | 25:6   | 서울종합운동장 야구장       | 2015년 5월 20일  |
| 삼성 라이온즈 | KIA 타이거즈    | 20:5   | 대구삼성라이온즈파크        | 2018년 10월 3일  |
| 삼성 라이온즈 | 롯데 자이언츠   | 23:4   | 사직야구장                  | 2019년 3월 27일  |
| 삼성 라이온즈 | 롯데 자이언츠   | 21:4   | 대구삼성라이온즈파크        | 2024년 7월 20일  |
| KIA 타이거즈  | 삼성 라이온즈   | 20:7   | 대구시민운동장 야구장       | 1989년 4월 20일  |
| KIA 타이거즈  | 쌍방울 레이더스 | 22:6   | 전주종합경기장 야구장       | 1992년 6월 28일  |
| KIA 타이거즈  | SK 와이번스     | 20:2   | 광주기아챔피언스필드        | 2014년 5월 1일   |
| KIA 타이거즈  | 두산 베어스     | 20:8   | 광주기아챔피언스필드        | 2017년 6월 21일  |
| KIA 타이거즈  | 삼성 라이온즈   | 22:1   | 광주기아챔피언스필드        | 2017년 6월 29일  |
| KIA 타이거즈  | kt wiz          | 20:8   | 수원케이티위즈파크          | 2017년 7월 8일   |
| KIA 타이거즈  | SK 와이번스     | 21:8   | 인천SK행복드림구장          | 2018년 8월 12일  |
| KIA 타이거즈  | 롯데 자이언츠   | 23:0   | 사직야구장                  | 2022년 7월 24일  |
| 두산 베어스   | 쌍방울 레이더스 | 20:5   | 전주종합경기장 야구장       | 1995년 5월 26일  |
| 두산 베어스   | 한화 이글스     | 20:3   | 한밭종합운동장 야구장       | 2004년 4월 27일  |
| 두산 베어스   | 한화 이글스     | 24:3   | 대전한화생명이글스파크      | 2022년 5월 26일  |
| 두산 베어스   | 삼성 라이온즈   | 20:4   | 대구시민운동장 야구장       | 1996년 6월 13일  |
| 두산 베어스   | 삼성 라이온즈   | 21:8   | 대구삼성라이온즈파크        | 2017년 9월 17일  |
| 두산 베어스   | KIA 타이거즈    | 30:6   | 광주기아챔피언스필드        | 2024년 7월 31일  |
| kt wiz        | KIA 타이거즈    | 20:2   | 수원케이티위즈파크          | 2017년 10월 1일  |
| kt wiz        | 두산 베어스     | 20:8   | 수원케이티위즈파크          | 2018년 3월 31일  |
| 키움 히어로즈 | 한화 이글스     | 22:8   | 대전한화생명이글스파크      | 2018년 7월 11일  |
| 키움 히어로즈 | kt wiz          | 20:2   | 수원케이티위즈파크          | 2018년 8월 5일   |
| 키움 히어로즈 | 삼성 라이온즈   | 21:8   | 대구삼성라이온즈파크        | 2019년 8월 25일  |
| 키움 히어로즈 | 삼성 라이온즈   | 22:7   | 대구삼성라이온즈파크        | 2020년 8월 1일   |

### 무박 2일
| 일자            | 맞대결 팀                     | 끝난 시각 | 장소                  |
| --------------- | ----------------------------- | --------- | --------------------- |
| 2008년 6월 12일 | KIA 타이거즈 VS 넥센 히어로즈 | 00:49     | 목동야구장            |
| 2008년 9월 3일  | 한화 이글스 VS 두산 베어스    | 00:22     | 서울종합운동장 야구장 |
| 2009년 5월 12일 | SK 와이번스 VS LG 트윈스      | 00:09     | 서울종합운동장 야구장 |
| 2009년 5월 21일 | LG 트윈스 VS KIA 타이거즈     | 00:30     | 광주무등경기장 야구장 |
| 2010년 4월 9일  | 한화 이글스 VS 롯데 자이언츠  | 00:00     | 사직야구장            |
| 2017년 6월 27일 | LG 트윈스 VS 롯데 자이언츠    | 00:09     | 사직야구장            |
| 2017년 8월 11일 | 롯데 자이언츠 VS NC 다이노스  | 00:08     | 마산종합운동장 야구장 |
| 2024년 8월 29일 | 한화 이글스 VS 롯데 자이언츠  | 00:07     | 사직야구장            |

1. 목동야구장에서 열린 KIA 타이거즈와 우리 히어로즈 경기에서 14회말까지 진행하는 사상 초유의 12시 40분에 끝나는 무박 2일이 시작되었다.
2. 당시 2008년에는 승부가 결정되지 않으면 승부가 날 때까지 무기한 횟수가 계속되었다. 그 바람에 서울종합운동장 야구장에서 열린 한화 이글스와 두산 베어스에서도 무박 2일이 시작되었는데 18회말까지 0:0으로 계속되다가 밀어내기 볼넷으로 비로소 두산 베어스가 1:0으로 힘겹게 승리했고, 12시 22분에 끝났다. 그런데 목동야구장보다 야구 최장시간을 갈아치웠다. 그리고 이 계기로 무승부가 나더라도 무조건 12회말까지만 하기로 결정되었다.
3. 12회말까지만 경기하겠다고 결정함에도 불구하고 2009년 SK 와이번스와 LG 트윈스 서울종합운동장 야구장 경기에서는 서로 간의 대량득점이 나올 뿐 아니라 9회말 이후에도 무승부가 계속되다가 12회초에 SK 와이번스가 6득점이나 내는 바람에 시간을 더욱 끌게 되었다. 이 바람에 무박 2일은 계속되었다.
4. 이후 LG 트윈스와 KIA 타이거즈 광주무등경기장 야구장 경기에서는 13대13으로 무승부 경기로 끝났는데 12회말까지 계속되었는데 12:30분에 끝나는 무박 2일 경기가 또다시 펼쳐졌는데 최장 시간을 갈아치웠다.

### 연도별 경기 수 및 관중 수
다음과 같이 연도, 경기 수, 관중 수, 평균은 아래 표와 같다.
| 연도   | 구단수 | 팀당경기수 | 총경기수 | 총관중수   | 증감치     | 평균   | 비고 |
| ------ | ------ | ---------- | -------- | ---------- | ---------- | ------ | --- |
| 1982년 | 6      | 80         | 249      | 1,579,41   | -          | 6,344  | 프로야구 첫 시즌, OB 베어스 우승 6대 대도시 (서울, 부산, 대구, 광주, 대전, 인천)를 중심으로 한 광역연고제 시행     |
| 1983년 | 6      | 100        | 320      | 2,505,046  | +925,505   | 7,828  | |
| 1984년 | 6      | 100        | 325      | 1,942,288  | -562,758   | 5,976  | |
| 1985년 | 6      | 110        | 345      | 1,737,018  | -205,270   | 5,035  | OB 베어스의 서울 입성으로 서울 연고지 2개구단 체제 확립                                                            |
| 1986년 | 7      | 108        | 404      | 2,328,143  | +591,125   | 5,763  | 빙그레 이글스 합류로 7개구단 체제 돌입                                                                             |
| 1987년 | 7      | 108        | 407      | 2,229,106  | -99,037    | 5,477  | 통산 총 관중 1천만명 돌파                                                                                          |
| 1988년 | 7      | 108        | 408      | 2,127,917  | -101,186   | 5,215  | |
| 1989년 | 7      | 120        | 453      | 3,147,155  | +1,019,238 | 6,947  | 전·후기 리그 폐지                                                                                                  |
| 1990년 | 7      | 120        | 445      | 3,409,759  | +262,604   | 7,662  | LG 트윈스 창단 첫 우승 & 서울 연고팀 최초 한국시리즈 우승                                                          |
| 1991년 | 8      | 126        | 542      | 4,074,552  | +664,793   | 7,518  | 쌍방울 레이더스 합류로 8개구단 체제 확립 롯데 자이언츠 최초로 단일구단 100만관중 돌파                              |
| 1992년 | 8      | 126        | 563      | 4,322,639  | +248,087   | 7,518  | |
| 1993년 | 8      | 126        | 548      | 4,871,007  | +548,368   | 8,889  | |
| 1994년 | 8      | 126        | 540      | 4,382,032  | -488,975   | 8,115  | |
| 1995년 | 8      | 126        | 543      | 5,875,174  | +1,493,142 | 10,820 | |
| 1996년 | 8      | 126        | 543      | 4,774,765  | -1,100,409 | 8,793  | |
| 1997년 | 8      | 126        | 556      | 4,235,015  | -539,750   | 7,617  | 통산 총 관중 5천만명 돌파                                                                                          |
| 1998년 | 8      | 126        | 550      | 2,929,572  | -1,305,443 | 5,326  | |
| 1999년 | 8      | 132        | 556      | 3,477,768  | +548,196   | 6,144  | 양대리그제의 도입으로 경기수를 확장 (같은 리그 60경기, 인터리그 72경기) 쌍방울 레이더스의 마지막 시즌              |
| 2000년 | 8      | 133        | 554      | 2,777,068  | -700,700   | 5,013  | 도시지역연고제로 전환 리그에 관계없이 경기수를 일원화 (19×7=133) SK 와이번스 출범 (쌍방울 레이더스 해체 후 재창단) |
| 2001년 | 8      | 133        | 545      | 3,258,630  | +481,562   | 5,979  | 단일리그제로 환원                                                                                                  |
| 2002년 | 8      | 133        | 546      | 2,634,748  | -623,882   | 4,826  | |
| 2003년 | 8      | 133        | 545      | 2,950,231  | +315,483   | 5,413  | |
| 2004년 | 8      | 133        | 545      | 2,637,559  | -312,672   | 4,813  | |
| 2005년 | 8      | 126        | 517      | 3,640,690  | +1,003,131 | 7,042  | 2004년 병역비리파동으로 경기수 축소                                                                                |
| 2006년 | 8      | 126        | 518      | 3,240,992  | -399,698   | 6,257  | |
| 2007년 | 8      | 126        | 517      | 4,409,239  | +1,168,247 | 8,529  | 현대 유니콘스의 마지막 시즌                                                                                        |
| 2008년 | 8      | 126        | 519      | 5,636,191  | +1,226,952 | 10,860 | 우리 히어로즈 출범 (현대 유니콘스 해체 후 재창단) 우리 히어로즈의 서울 입성으로 서울이 연고지인 구단이 3개가 됨    |
| 2009년 | 8      | 133        | 532      | 5,925,285  | +289,094   | 11,138 | 경기수를 팀당 126경기에서 133경기로 환원                                                                           |
| 2010년 | 8      | 133        | 532      | 5,928,626  | +3,341     | 11,144 | |
| 2011년 | 8      | 133        | 532      | 6,810,028  | +881,042   | 12,801 | 통산 총 관중1억명 돌파                                                                                             |
| 2012년 | 8      | 133        | 532      | 7,156,157  | +346,129   | 13,451 | |
| 2013년 | 9      | 128        | 576      | 6,441,945  | -714,212   | 11,184 | NC 다이노스 합류로 9개구단 체제 확립 구단 수가 홀수가 되어 휴식일이 생긴 문제로 경기수를 128경기로 축소            |
| 2014년 | 9      | 128        | 576      | 6,509,915  | -646,242   | 11,302 | |
| 2015년 | 10     | 144        | 720      | 7,360,530  | +850,515   | 10,223 | kt wiz 합류로 10개구단 체제 확립 본격적으로 경기수를 팀당 144경기로 확장 리그 명칭을 KBO 리그로 변경               |
| 2016년 | 10     | 144        | 720      | 8,339,577  | +979,047   | 11,583 | |
| 2017년 | 10     | 144        | 720      | 8,400,688  | +61,111    | 11,668 | |
| 2018년 | 10     | 144        | 720      | 8,073,742  | -326,946   | 11,214 | |
| 2019년 | 10     | 144        | 720      | 7,286,008  | -787,734   | 10,119 | |
| 2020년 | 10     | 144        | 720      | 328,317    | -6,957,691 | 456    | 코로나19 범유행의 영향으로 무관중경기 (7월 26일 ~ 8월 23일, 10월 13일 ~ 10월 31일 유관중)                          |
| 2021년 | 10     | 144        | 720      | 1,228,489  | +900,172   | 1,706  | |
| 2022년 | 10     | 144        | 720      | 6,076,074  | +4,847,585 | 8,439  | |
| 2023년 | 10     | 144        | 720      | 8,100,326  | +2,024,252 | 11,250 | |
| 2024년 | 10     | 144        | 720      | 10,887,705 | +2,787,379 | 15,151 | 한 시즌 천만 관중 돌파                                                                                             |

빨간색 글씨는 최고, 파란색 글씨는 최저.

## 타이틀 스폰서
- KBO 리그 창설 이후 1999년까지 타이틀 스폰서 없이 페넌트레이스를 운영하다가 2000년부터 타이틀 스폰서를 도입했다.
- 타이틀 스폰서가 없을 당시 올스타전과 포스트시즌의 경우 별도의 스폰서 계약을 체결하고, 타이틀 스폰서의 기업명이나 상품명을 추가한 명칭을 사용했다. (예: 코카콜라배 1998 올스타전, 현대아토스배 1998 포스트시즌, 스피드011 1999 올스타전, 현대증권 BUY KOREA컵 1999 포스트시즌)

### 타이틀 스폰서 목록
| 시즌 | 타이틀 스폰서 | 대회명                           |
| ---- | ------------- | -------------------------------- |
| 2000 | 삼성증권      | 삼성 Fn.com 배 2000 프로야구     |
| 2001 | 삼성증권      | 삼성 Fn.com 배 2001 프로야구     |
| 2002 | 삼성증권      | 삼성증권배 2002 프로야구         |
| 2003 | 삼성증권      | 삼성증권배 2003 프로야구         |
| 2004 | 삼성증권      | 삼성증권배 2004 프로야구         |
| 2005 | 삼성전자      | 삼성 PAVV 2005 프로야구          |
| 2006 | 삼성전자      | 삼성 PAVV 2006 프로야구          |
| 2007 | 삼성전자      | 삼성 PAVV 2007 프로야구          |
| 2008 | 삼성전자      | 삼성 PAVV 2008 프로야구          |
| 2009 | CJ인터넷      | CJ 마구마구 2009 프로야구        |
| 2010 | CJ인터넷      | CJ 마구마구 2010 프로야구        |
| 2011 | 롯데카드      | 2011 롯데카드 프로야구           |
| 2012 | 팔도          | 2012 팔도 프로야구               |
| 2013 | 한국야쿠르트  | 2013 한국야쿠르트 7even 프로야구 |
| 2014 | 한국야쿠르트  | 2014 한국야쿠르트 7even 프로야구 |
| 2015 | 타이어뱅크    | 2015 타이어뱅크 KBO 리그         |
| 2016 | 타이어뱅크    | 2016 타이어뱅크 KBO 리그         |
| 2017 | 타이어뱅크    | 2017 타이어뱅크 KBO 리그         |
| 2018 | 신한은행      | 2018 신한은행 MY CAR KBO 리그    |
| 2019 | 신한은행      | 2019 신한은행 MY CAR KBO 리그    |
| 2020 | 신한은행      | 2020 신한은행 SOL KBO 리그       |
| 2021 | 신한은행      | 2021 신한은행 SOL KBO 리그       |
| 2022 | 신한은행      | 2022 신한은행 SOL KBO 리그       |
| 2023 | 신한은행      | 2023 신한은행 SOL KBO 리그       |
| 2024 | 신한은행      | 2024 신한 SOL Bank KBO 리그      |
| 2025 | 신한은행      | 2025 신한 SOL Bank KBO 리그      |

## 중계권

### 현재
- 2024년 ~ : TVING 유료 채널[28]

- 1982년 / 2024년 ~ : KBS 2TV (일부)
- 1982년 ~ 2000년, 2005년 / 2024년 ~ : MBC TV (일부)
- 1992년 / 2024년 ~ : SBS TV (일부)
- 2011년 / 2024년 ~ : SPOTV
- 2012년 / 2024년 ~ : SPOTV2
- 2002년 / 2024년 ~ : KBS N 스포츠 (구) SKY KBS (구) KBS SKY 스포츠 1997년 ~ 2001 : KBS 위성방송
- 2005년 / 2024년 ~ : MBC스포츠플러스 (구) MBC ESPN (구) MBC스포츠 2016년 ~ 2019 : MBC 퀸 → MBC 스포츠플러스 2
- 1995년 / 2024년 ~ : SBS 스포츠 (구) 한국스포츠30 (구) SBS스포츠 (구) SBS ESPN

### 종료
- 1982년 ~ 2010년 : KBS 1TV[29]
- 1995년 ~ 2023년 : 지역민방
- 2020년 ~ 2023년 : CMB 지역방송
- 1998년 ~ 2004년 : 경인방송
- 2008년 ~ 2010년 : OBS
- 2005년 ~ 2009년 : Xports
- 2012년 ~ 2017년 : XTM
- 2015년 ~ 2017년 : SKY SPORTS
- 2020년 : ESPN (현지 한국 중계)

## 같이 보기
- 한국야구위원회
- 대한민국 야구 국가대표팀
- KBO 올스타전
- KBO 포스트시즌
  - KBO 한국시리즈
- KBO 골든글러브
- 2군 리그
  - KBO 퓨처스리그
  - KBO 퓨처스 올스타전
- 선수 선발과 이적
  - KBO 리그 신인 드래프트
  - KBO 리그 2차 드래프트
  - KBO 리그 FA
- 역대 기록
  - KBO 리그 개인 통산 최다 홈런
  - KBO 리그 안타 관련 개인 기록
  - KBO 리그 안타 관련 팀 기록
  - KBO 리그 홈런 관련 개인 기록
  - KBO 리그 홈런 관련 팀 기록
  - KBO 리그 타점 관련 기록
  - KBO 리그 득점 관련 기록
  - KBO 리그 탈삼진 관련 기록
  - KBO 리그 연속 기록
  - KBO 리그 연도별 팀 순위
  - KBO 리그 팀 승패 관련 기록
- 스포츠 전문 케이블 TV의 KBO 리그 관련 프로그램
  - 스포츠 타임 베이스볼(SPOTV)
  - 아이 러브 베이스볼(KBS N SPORTS)
  - 베이스볼 투나잇(MBC SPORTS+)
  - 베이스볼 S(SBS SPORTS)
- KBO 리그 승부조작 사건
  - 2012년 한국프로야구 승부조작 사건
  - 2016년 KBO 리그 승부조작 사건